# Moeraswalstrospanner
De moeraswalstrospanner (Orthonama vittata) is een nachtvlinder uit de familie Geometridae, de spanners. De voorvleugellengte bedraagt tussen de 11 en 14 millimeter. De soort overwintert als rups.

## Habitat
De vlinder is vooral te vinden in vochtige of natte gebieden.

## Waardplanten
De moeraswalstrospanner heeft als waardplanten walstro en waterdrieblad.

## Voorkomen in Nederland en België
De moeraswalstrospanner is in Nederland en België een lokale soort. De vlinder kent twee of drie generaties, die vliegen van begin mei tot halverwege september.